# Kapići
Kapići är en ort i Bosnien och Hercegovina.   Den ligger i entiteten Federationen Bosnien och Hercegovina, i den nordvästra delen av landet, 230 km nordväst om huvudstaden Sarajevo. Kapići ligger 271 meter över havet och antalet invånare är 761.
Terrängen runt Kapići är platt åt sydväst, men åt nordost är den kuperad. Kapići ligger nere i en dal.Runt Kapići är det ganska tätbefolkat, med 93 invånare per kvadratkilometer.. Närmaste större samhälle är Bihać, 18,5 km söder om Kapići. 
Omgivningarna runt Kapići är en mosaik av jordbruksmark och naturlig växtlighet.